# レジー・ブラウン (フルバック)
レジー・ブラウン（1973年6月26日- ）はミシガン州ハイランドパーク出身のアメリカンフットボール選手。ポジションはフルバック。
カリフォルニア州立大学フレズノ校より、1996年のNFLドラフト3巡でシアトル・シーホークスに指名されて入団した。1996年10月17日のカンザスシティ・チーフス戦で負傷し残りシーズンを棒に振った。1999年には全16試合中、8試合に先発出場し、チーム5位の34回のキャッチでキャリア唯一のタッチダウンをあげた。2000年5月20日にはチームと3年契約を結んだがシーズン開幕前の怪我もあり、マック・ストロングにポジションを奪われ、2001年8月チームからカットされて、そのままキャリアを終えた。